# De Rijlst
De Rijlst (Fries: De Rylst of De Ryl) is een buurtschap in de gemeente De Friese Meren, in de Nederlandse provincie Friesland. De Rijlst ligt direct ten noorden van Sint Nicolaasga aan de gelijknamige weg en ten oosten van de Vegelinbossen. Dit bos wordt sinds de 19e eeuw recreatief gebruikt. Van oorsprong waren het bossen die verwildering van het landschap moesten voorkomen.
De Rijlst is ontstaan op een niet verwilderde landstrook in een heidegebied, wat ryl of ril werd genoemd. Rond 1700 staat het gebied als De Ryl aangeduid terwijl de buurtschap vermeld staat als De Kijl maar men gaat ervan uit dat de 'K' een vergissing is en dat een 'R' is. In de 19e eeuw verschijnt de spelling De Rijlst.

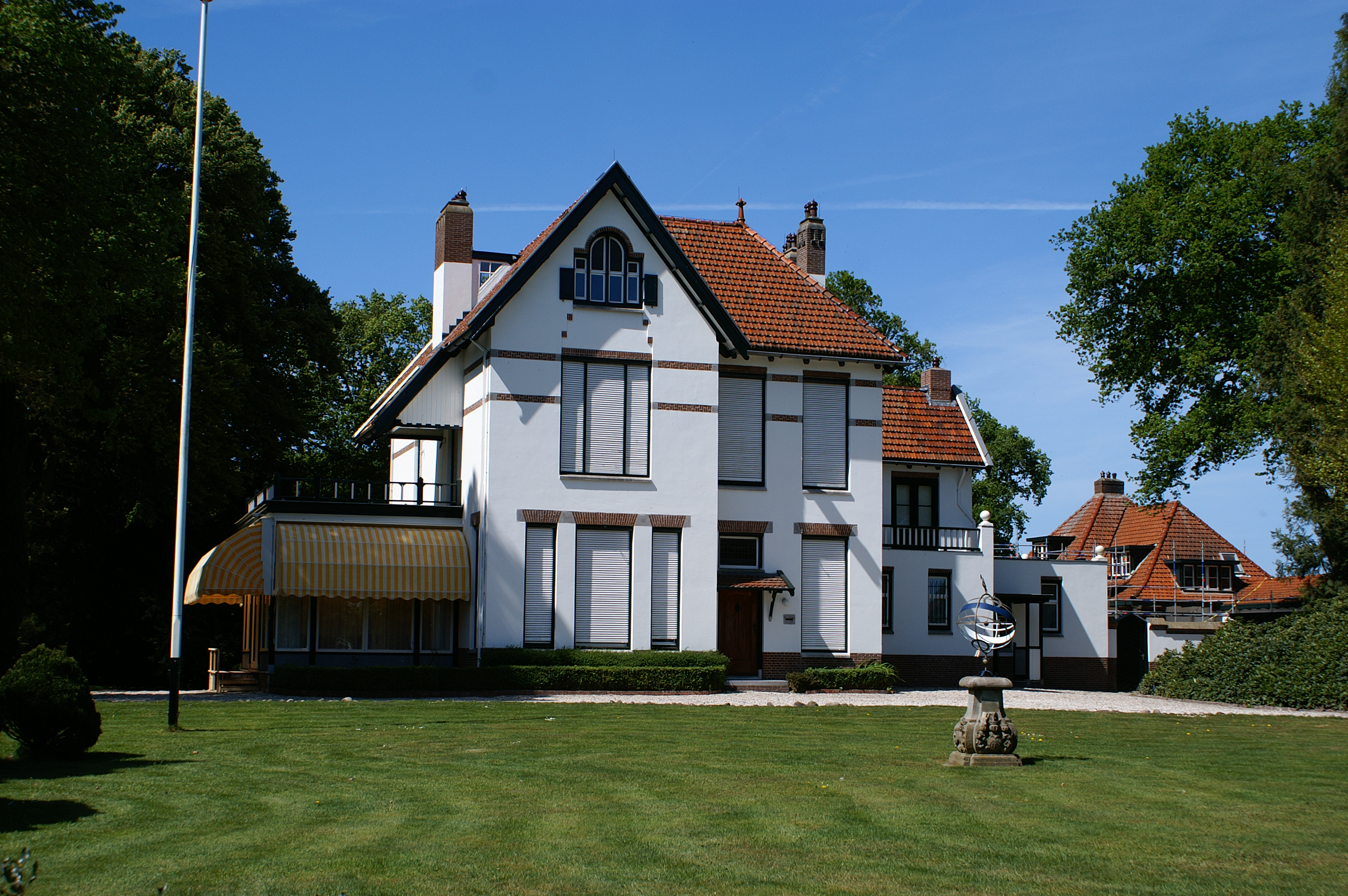
Doniastate

Tussen De Rijst en de buurtschap Heide werd een herberg gebouwd, Huis ter Heide.
Voor de gemeentelijke herindelingen in 1984 lag De Rijls in de gemeente Doniawerstal en van 1984 tot 2014 in de gemeente Skarsterlân. 
In de buurtschap staat de Doniastate, een statig huis uit 1909, gebouwd door burgemeester Van Heemstra. Naast het huis zijn het bijbehorende koetshuis en kantoor (uit 1938) een rijksmonument.
Hoofdplaats: Joure     Stad: Sloten

Dorpen en gehuchten: Akmarijp · Bakhuizen · Balk · Bantega · Boornzwaag · Broek · Delfstrahuizen · Dijken · Doniaga · Echten · Echtenerbrug · Eesterga · Elahuizen · Follega · Goingarijp · Harich · Haskerhorne · Idskenhuizen · Kolderwolde · Langweer · Legemeer · Lemmer · Mirns · Nijehaske · Nijemirdum · Oldeouwer · Oosterzee · Oudega · Oudehaske · Oudemirdum · Ouwster-Nijega · Ouwsterhaule · Rijs · Rohel · Rotstergaast · Rotsterhaule · Rottum · Ruigahuizen · Scharsterbrug · Sint Nicolaasga · Sintjohannesga · Snikzwaag · Sondel · Terhorne · Terkaple · Teroele · Tjerkgaast · Vegelinsoord · Wijckel

Buurtschappen: Ballingbuur · Bargebek · Boornzwaag over de Wielen · Brekkenpolder · Commissiepolle · De Rijlst · Delburen · Finkeburen · Heide · Hooibergen · Nieuw Amerika · Onland · Schoterzijl (deels) · Schouw · Spannenburg · Tacozijl · Trophorne · Tweehuis · Vierhuis · Vrisburen · Westerend-Harich · Zevenbuurt

Friesland: Steden en dorpen      Nederland: Provincies · Gemeenten